# فدریکو د مادرازو ی کونتس
فدریکو د مادرازو ی کونتس (۹ فوریهٔ ۱۸۱۵ - ۱۰ ژوئن ۱۸۹۴) نقاشی اسپانیایی بود.

## آثار برگزیده

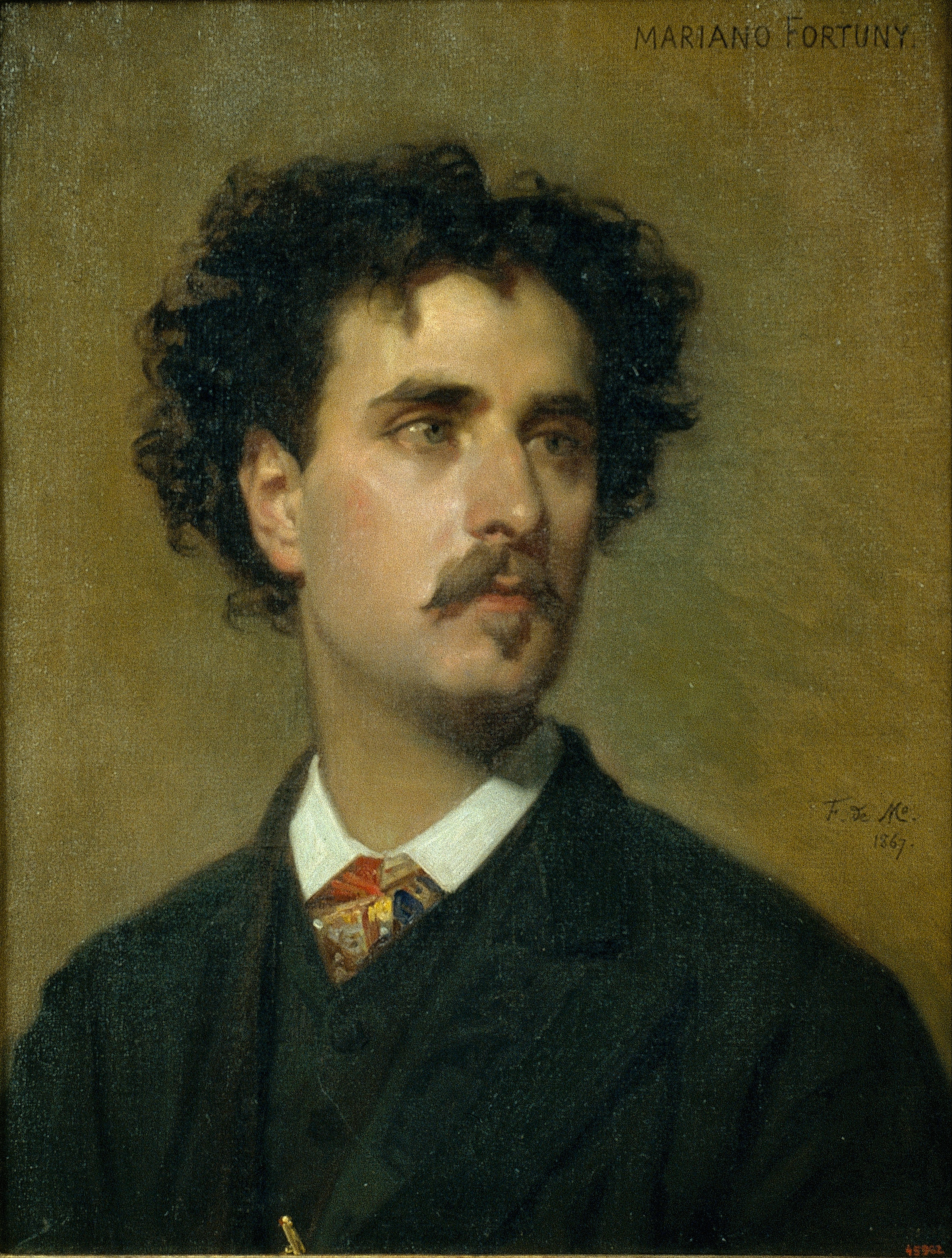
ماریانو فورتونی
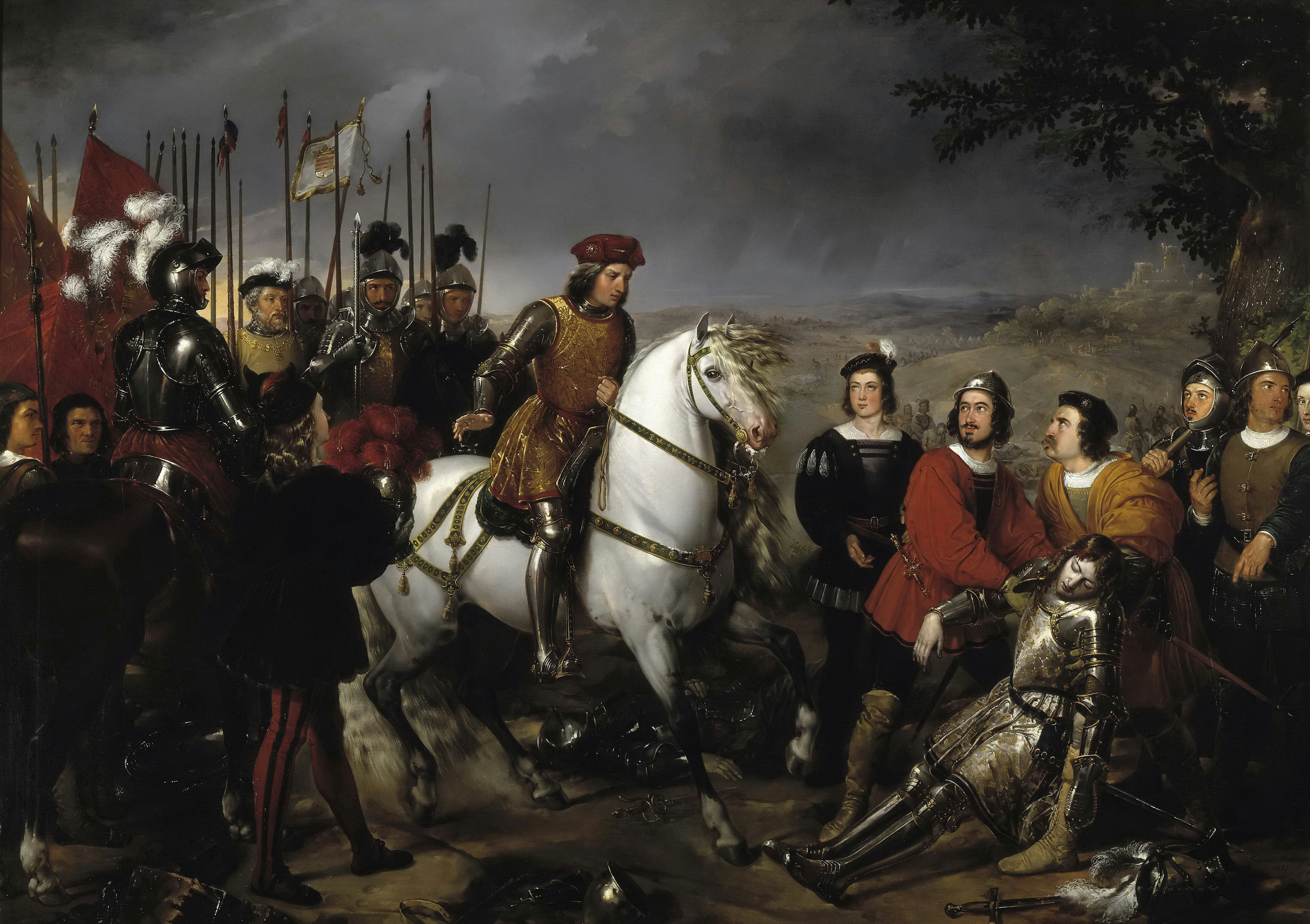
نبردِ چرینیولا
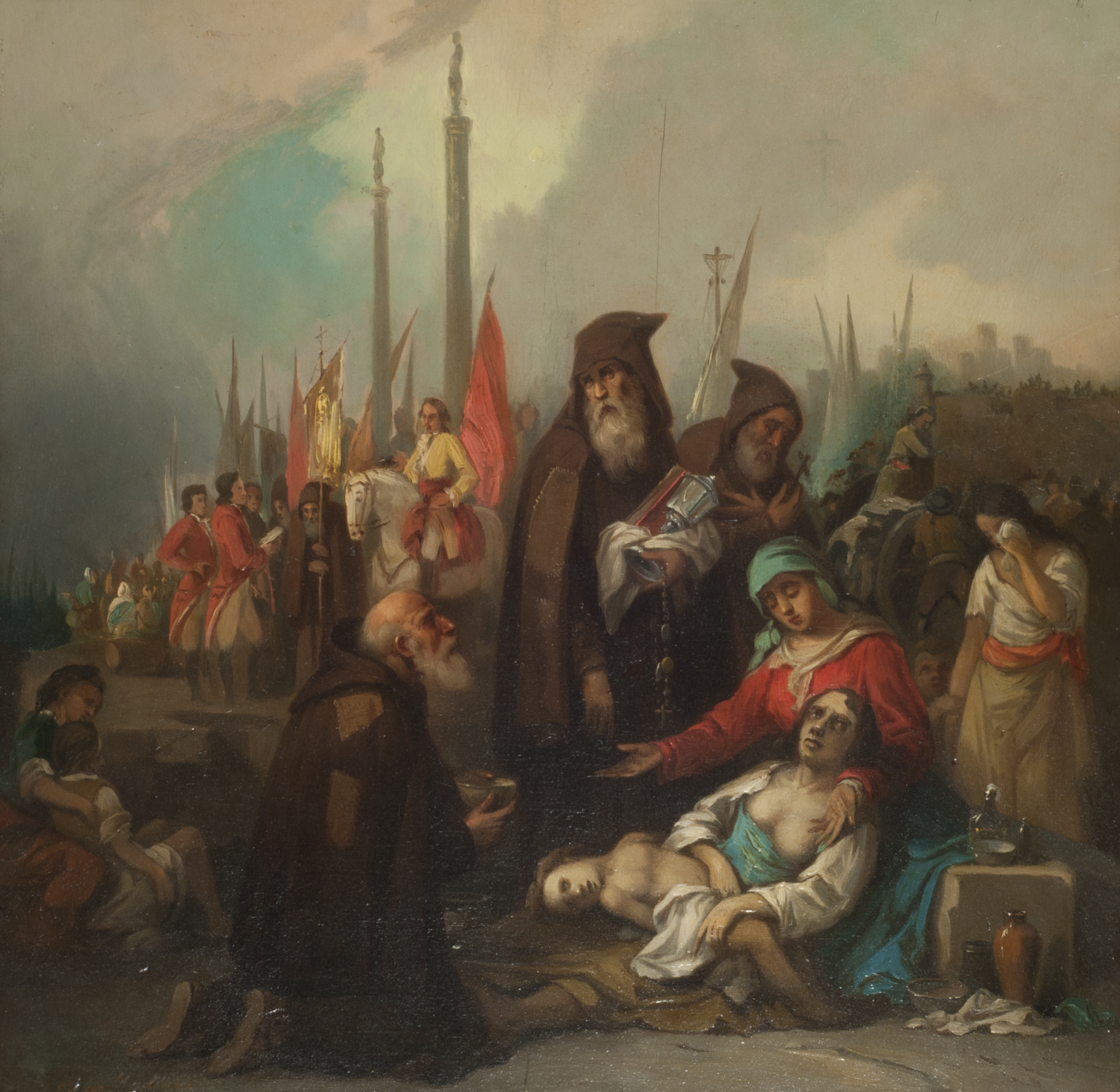
کمک به افرادِ پریشان
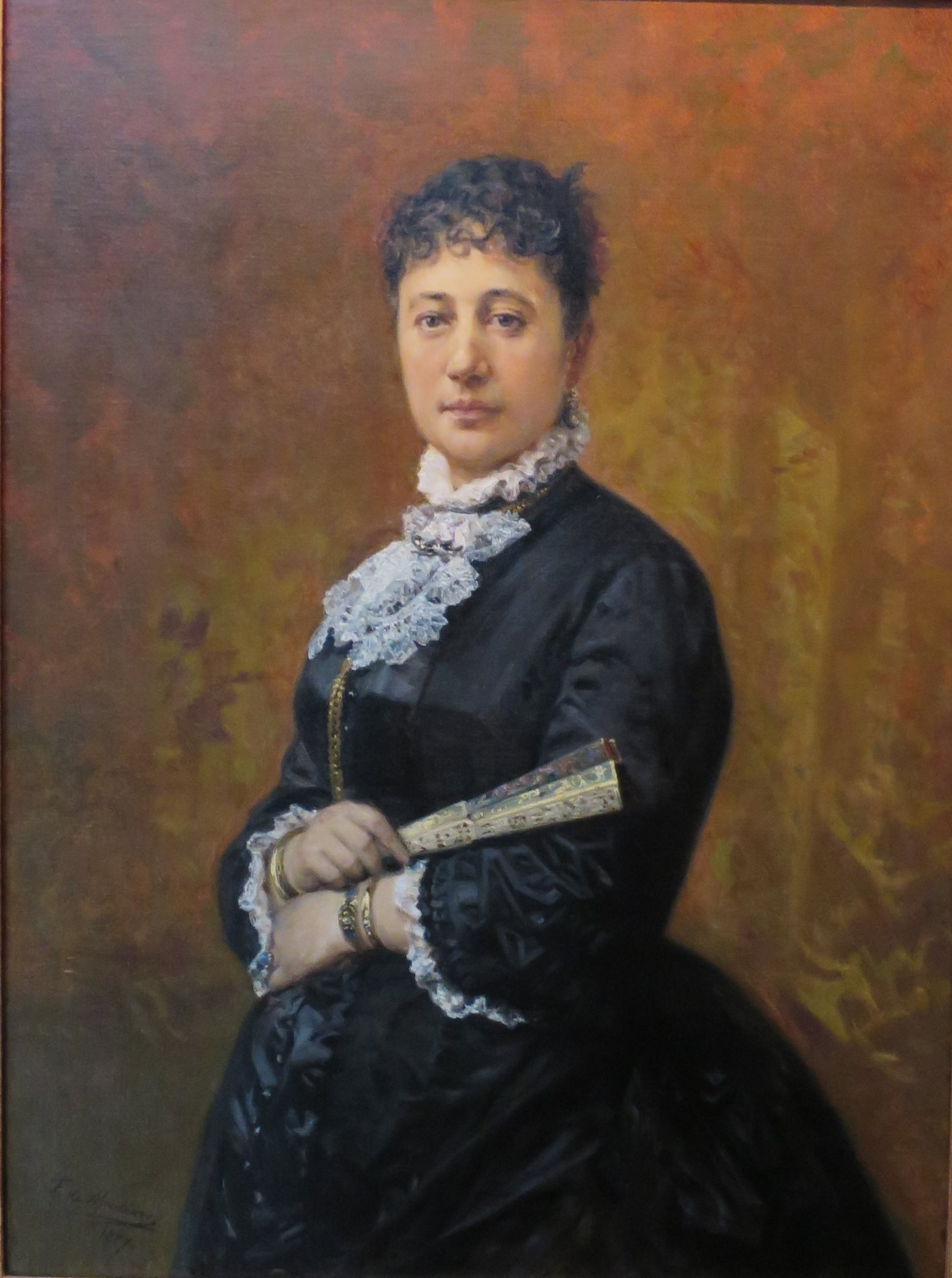
برنیس پاوهی بیشاپ